# گوتفرید جان
گوتفرید جان (انگلیسی: Gottfried John؛ ۲۹ اوت ۱۹۴۲ – ۱ سپتامبر ۲۰۱۴) یک هنرپیشه، صداپیشه، و بازیگر سینما اهل آلمان بود.
از فیلم‌ها یا برنامه‌های تلویزیونی که وی در آن نقش داشته است می‌توان به گولدن‌آی، آستریکس و اوبلیکس گرفتن سزار، کلاه شاپو، جان رابه، ازدواج ماریا بران، کارلوس، نومیدی، یاقوتی، دلیل زندگی، شیطان و ترفند، طرح‌ریزی، رویارویی اشاره کرد.